# Дачное (Чуйская область)
Дачное — село в Аламудунском районе Чуйской области Кыргызстана. Входит в состав Лебединовского аильного округа. Код СОАТЕ — 41708 203 831 03 0.

## Население
По данным переписи 2009 года, в селе проживало 1633 человек.